# Coua gigas
El cúa gigante (Coua gigas) es una especie de ave cuculiforme de la familia Cuculidae endémica de Madagascar.

## Descripción
El cúa gigante mide alrededor de 62 cm de largo (casi el doble que el cúa de Coquerel), incluida su larga cola, y presenta una carúncula azul alrededor de los ojos, como es característico de todos los miembros de su género, enmarcada en el caso de esta especie por una ancha lista negra. El plumaje de sus partes superiores es de color marrón claro uniforme, siendo su cola algo más oscura. Su garganta, frontal del cuello y parte superior del pecho son blanquecinos, mientras que el resto de sus partes inferiores son de color canela. Como miembro de la familia cuculidae, tiene un tercer dedo oponible y se alimenta entre la vegetación del suelo de forma similar a los cucales. Las observaciones indican que pueden trepar hasta a 10 metros del suelo. El cúa gigante se alimenta de semillas (Capurodendron madagascariensis y Buxus madagascariensis), insectos y algunos pequeños vertebrados como los camaleones (Furcifer sp.).

## Distribución y hábitat

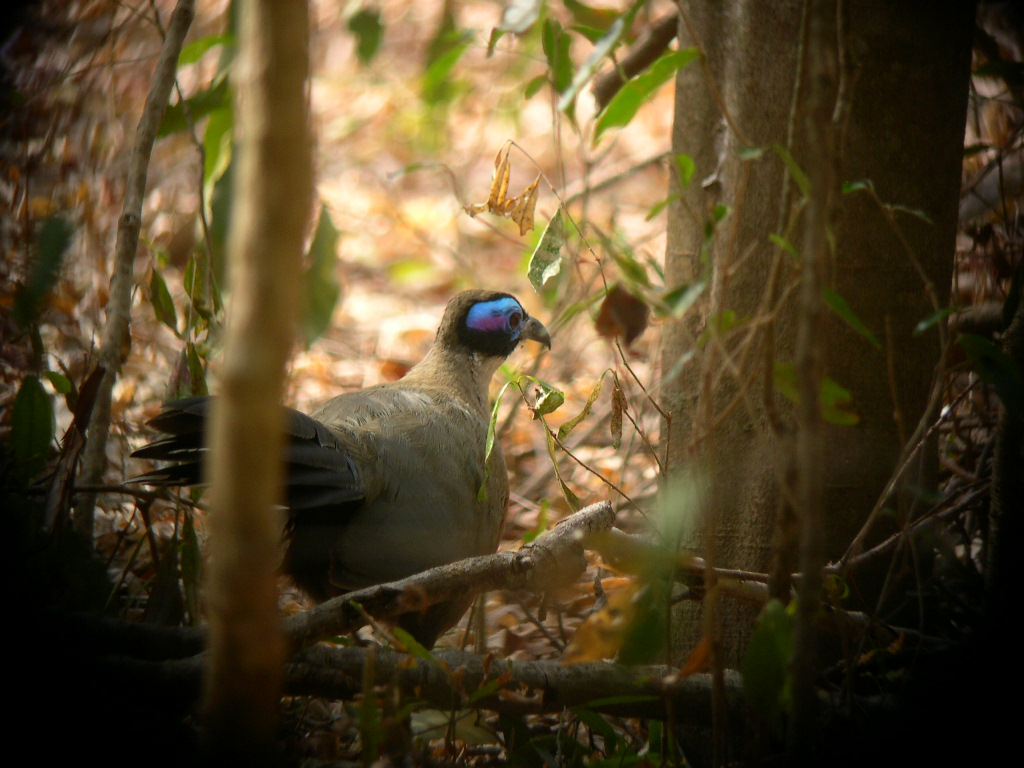
Ejemplar en su hábitat.

El cúa gigante se encuentra en regiones secas hasta los 700 metros de altitud del oeste y sur de Madagascar. Esta especie se encuentra con frecuencia en los bosques de galería primarios en los que no hay un sotobosque denso, lo que les proporciona mayor movilidad y por ello prefieren los bosques con árboles altos. Los estudios realizados indican que el cúa gigante generalmente recorre los bosques despejados por la tala picoteando durante la estación seca mientras que es más frecuente verlo cazar al acecho durante las estaciones lluviosas. En cambio realiza lo contrario en las zonas forestales, picotea más a menudo en las estaciones lluviosas y se lanza en picado para atrapar presas en las estaciones secas, lo que indica la importancia del medio ambiente en su comportamiento alimenticio. El cúa gigante tiende a usar microhábitats en los bosques donde se tala con una cubierta del dosel mayor, y busca alimento en los bosques de galería talados con más frecuencia que en otras áreas, mientras que evita con más matorrales y obstáculos.

## Conservación
El área de distribución de esta especie se considera grande, con una extensión total de entre 50.000-100.000 km². El tamaño de la población global no se ha cuantificado pero se cree que grande, puesto que es común al menos en algunas partes de su área de distribución. Tampoco se conocen la tendencia de su población, pero se cree que no se acerca a los umbrales de declive que consideran los criterios de la lista roja de la UICN (descensos de más del 30% en diez años o en tres generaciones), ya que no ha pruebas de declive de la población. Por todo ello la UICN cataloga al cúa gigante como especie bajo preocupación menor.
Varios estudios apoyan que son necesarias medidas de conservación para el cúa gigante y que localmente es vulnerable a causa de la caza. Los incendios y la tala de los bosques también suponen amenazas potenciales para la especie. Las alteraciones humanas de su hábitat tienen un impacto considerable en su comportamiento alimenticio y selección de hábitat. Las talas selectivas son la principal perturbación para esta especie forestal insectívora. La tala supone un impacto negativo en la densidad del cúa gigante, y su incremento y el de los incendios podrían reducir la extensión de su hábitat óptimo y hacer descender la densidad de la especie Sería necesario mantener la diversidad de sus fuentes alimenticias en diferentes tipos de hábitats para mantener su actividad alimenticia normal. Se podría restringir la tala selectiva a los bosques secos típicos y dejar los bosques de galería como un pasillo de conservación para la especie.